# Памятник героям фронта и тыла
Памятник героям фронта и тыла установлен в Перми на городской эспланаде в Ленинском районе города.

## История
Памятник был торжественно открыт 9 мая 1985 г. в честь празднования 40-летия Победы в Великой Отечественной войне. Авторами памятника выступили скульптор, лауреат Государственной премии СССР В. М. Клыков, заслуженный архитектор РСФСР Р. И. Семерджиев, архитектор В. И. Снегирёв, а также конструктор Б. С. Гурвич.
Идея памятника состоит в том, что три фигуры — образ рабочего, выковавшего щит, воина с мечом и Матери-Родины — представляют собой олицетворение единства подвига как фронта, так и тыла в войне с фашизмом. Фигура рабочего повёрнута на восток, фигура воина устремлена на запад, навстречу пришедшему оттуда врагу. Все три статуи одного роста, чтобы показать равенство подвига рабочего и воина, а также близость Матери-Родины ко всем.
Памятник является важной городской достопримечательностью, и с 2005 г. каждый год проводится его реставрация. Кроме того, памятник был реконструирован в 2001 и 2003 гг.

## В филателии и нумизматике
- 2 мая 2024 года [1] Банк России выпустил памятную монету из стали, планкированную латунью номиналом 10 рублей в серии «Города трудовой доблести». На монете изображён памятник героям фронта и тыла в Перми.

- Монета Банка России, серия «Города трудовой доблести»

## Дополнительное чтение
- Героям фронта и тыла // Юный художник : журнал. — 1988. — № 5. — С. 18—19. — ISSN 0205-5791.